# Alver (cràter)
Alver és un cràter d'impacte de 151,49 km de diàmetre de Mercuri. Porta el nom de la poetessa estoniana Betti Alver, i el seu nom va ser aprovat per la Unió Astronòmica Internacional el 2013.